# ATP Challenger Tour

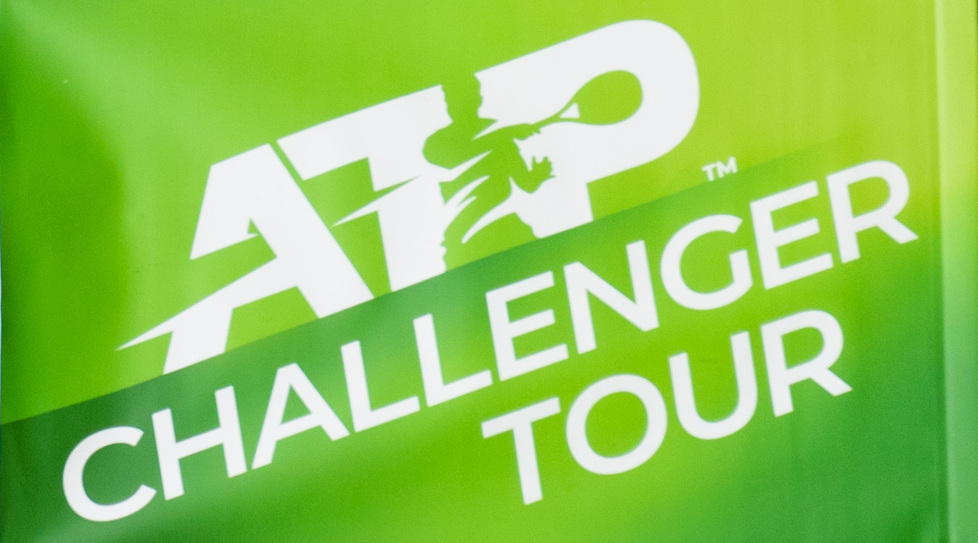
Logo okruhu ATP Challenger Tour

ATP Challenger Tour, do roku 2008 existující pod názvem ATP Challenger Series, je mužský profesionální okruh mezinárodních tenisových turnajů. Nejvyšší kategorii mužského tenisu tvoří okruh ATP Tour. Challengery představují střední úroveň a nejnižší třetí pak mužský okruh ITF (ITF Men's World Tennis Tour).
ATP Challenger Tour je organizován Asociací profesionálních tenistů. Střední úrovní mužského profesionálního tenisu odpovídá ženskému okruhu WTA 125 pořádanému Ženskou tenisovou asociací. Hráči jsou na challengerech bodováni do žebříčku ATP, což jim umožňuje vzestup světovou klasifikací a usnadňuje přístup do kvalifikací i hlavních soutěží turnajů ATP Tour.

## Historie
První série celkem osmnácti challengerů se odehrála v roce 1978 a byla na úrovni dnešního okruhu ATP Tour. Debutové dva turnaje se hrály od 8. ledna, první v Aucklandu a druhý v Hobartu. Následující přišly na území Spojených států, první v týdnu od 18. června a další pak od 18. srpna. Jejich dějištěm se staly Shreveport, Birmingham, Asheville, Raleigh, Hilton Head, Virginia Beach, Wall, Cape Cod a Lancaster.
Po jednoměsíční přestávce následovaly dva turnaje od 24. a 25. září v Tinton Falls a v hlavním nebraském městě Lincolnu. Poté se konala událost v utažském Salt Lake City následována souběžně konanými turnaji v Tel Avivu a San Ramonu. Pokračovaním byl turnaj v Pasadeně a k zakončení okruhu došlo v japonském Kjótu. Pro srovnání v sezóně 2008 obsahovala listina 178 challengerů hraných ve více než čtyřiceti státech světa.
ATP Challenger Tour 2011 obsahovala 15 turnajů nejvyšší kategorie tzv. Tretorn SERIE+ a dalších přibližně 150 turnajů s rozpočtem od 35 tisíc do 150 tisíc dolarů. V roce 2019 se série skládala ze 158 turnajů, z toho dvacet událostí proběhlo v kategorii Challenger 125, sedm v Challenger 110, jedenáct v Challenger 100, dvacet jedna v Challenger 90 a devadesát devět v Challenger 80. Od sezóny 2020 byla zavedena nejnižší kategorie Challenger 50 pro třicet dva hráčů. 
V roce 2022 se uskutečnilo 184 turnajů ve 38 státech, nejvyšší počet událostí v předchozí historii okruhu. 52 tenistů vybojovalo první titul a 22 singlových šampionů prošlo kvalifikací. Argentinec Guido Andreozzi se stal nejníže postaveným vítězem od roku 2000, když chilský Challenger Temuco 2022 ovládl z pozice 901. hráče žebříčku ATP. V březnu 2023 byla zavedena prémiová kategorie Challenger 175 – se 175 body pro vítěze dvouhry a čtyřhry –, zahrnující tři turnaje dotované 220 tisíci dolary a hrané ve druhých týdnech Mastersů v Indian Wells, Římě a Madridu. Prvním z nich se se stal phoenixský Arizona Tennis Classic v březnu 2023. Celkový nárůst hráčských odměn okruhu se zvýšil z 13,2 milionu dolarů v roce 2022 na 21,1 milionu dolarů v sezóně 2023, což znamenalo meziroční nárůst o 60 %. V roce 2023 se challenger La Manche v Cherbourgu stal prvním halovým turnajem tohoto okruhu, který uspořádal 30. ročník. V dané sezóně se také konal jubilejní 30. ročník UniCredit Czech Open v Prostějove a 20. ročník Prosperita Open v Ostravě.
Do sezóny 2025 challengery hostilo 94 států světa. V ročníku 2024 je poprvé přivítaly Gruzie (Kačreti), Rwanda (Kigali) a Konžská republika (Brazzaville).

## Finanční odměny a distribuce bodů
Rozpočet challengerů se v sezóně 2025 pohybuje v rozmezí 60 000 až 220 000 dolarů. Některé z nich zajišťují bezplatné stravování a ubytování (Hospitality), od čehož se také odvíjí vyšší částka přidělovaných bodů konkrétní událostí. 
Hráči se získané body kumulují za období posledních 52 týdnů. Zisk 400 bodů v tomto období by znamenal umístění okolo 100. místa na žebříčku ATP, připsání si 200 bodů pak umístění okolo 200. příčky, 100 bodů pohyb okolo 350. pozice a 50 bodů přítomnost v okolí 500. místa. Body získané na challengerech, tak umožňují tenistovi s růstem výkonnosti rychlejší vzestup klasifikací ATP.

### Rozdělení bodů 2025
| ATP Challenger Tour 2025 | ATP Challenger Tour 2025 | ATP Challenger Tour 2025 | ATP Challenger Tour 2025 | ATP Challenger Tour 2025 | ATP Challenger Tour 2025 | ATP Challenger Tour 2025 | ATP Challenger Tour 2025 | ATP Challenger Tour 2025 | ATP Challenger Tour 2025 | ATP Challenger Tour 2025 | ATP Challenger Tour 2025 | ATP Challenger Tour 2025 | ATP Challenger Tour 2025 | ATP Challenger Tour 2025 |
| Kategorie                | Dvouhra                  | Dvouhra                  | Dvouhra                  | Dvouhra                  | Dvouhra                  | Dvouhra                  | Dvouhra                  | Dvouhra                  | Dvouhra                  | Čtyřhra                  | Čtyřhra                  | Čtyřhra                  | Čtyřhra                  | Čtyřhra                  |
| Kategorie                | vítězové                 | finalisté                | semifinalisté            | čtvrtfinalisté           | 16 v kole                | 32 v kole                | VQ                       | Q2                       | Q1                       | vítězové                 | finalisté                | semifinalisté            | čtvrtfinalisté           | 16 v kole                |
| ------------------------ | ------------------------ | ------------------------ | ------------------------ | ------------------------ | ------------------------ | ------------------------ | ------------------------ | ------------------------ | ------------------------ | ------------------------ | ------------------------ | ------------------------ | ------------------------ | ------------------------ |
| Challenger 175           | 175                      | 90                       | 50                       | 25                       | 13                       | 0                        | 6                        | 3                        | 0                        | 175                      | 100                      | 60                       | 32                       | 0                        |
| Challenger 125           | 125                      | 64                       | 35                       | 16                       | 8                        | 0                        | 5                        | 3                        | 0                        | 125                      | 75                       | 45                       | 25                       | 0                        |
| Challenger 100           | 100                      | 50                       | 25                       | 14                       | 7                        | 0                        | 4                        | 2                        | 0                        | 100                      | 60                       | 36                       | 20                       | 0                        |
| Challenger 75            | 75                       | 44                       | 22                       | 12                       | 6                        | 0                        | 4                        | 2                        | 0                        | 75                       | 50                       | 30                       | 16                       | 0                        |
| Challenger 50            | 50                       | 25                       | 14                       | 8                        | 4                        | 0                        | 3                        | 1                        | 0                        | 50                       | 30                       | 17                       | 9                        | 0                        |
| VQ – vítěz kvalifikace   |                          |                          |                          |                          |                          |                          |                          |                          |                          |                          |                          |                          |                          |                          |

## Kvalita hráčů
Challengerů se obvykle účastní tenisté, kteří byli úspěšní v nejnižší třetí turnajové úrovni Futures, která je součástí ATP Tour. Díky nižšímu bodovému hodnocení hraje challengery největší skupina hráčů pohybujících se mezi 100. až 500. místem žebříčku.
Výjimku tvoří druhý týden grandslamů, kdy většina hráčů z první stovky na této události vypadne. Ti se poté snaží získat divokou kartu k účasti na challengerech konaných v tomto období.

## Tretorn Serie+
Firma Tretorn poskytovala ATP Challenger Tour od února 2007 oficiální tenisové míče a v rámci tohoto okruhu vznikla elitní série turnajů s rozpočtem od 100 000+ dolarů nazvaná Tretorn Serie+. Společnost obnovila v roce 2010 sponzorství Asociace profesionálních tenistů (ATP), které pokračovalo do konce sezóny 2011.

## Rekordy
Nejvyšší počet 7 titulů z jediného turnaje získal Korejec I Hjung-tchäk v Soulu, následován 6 trofejemi Marcose Daniela v Bogotě. Maximální počet 6 trofejí z jediné sezóny si odvezli Tunisan Júnis Al Ajnáví (1998), Juan Ignacio Chela (2001) a Facundo Bagnis (2016). Nejdelší finále trvalo 3:56 hodiny. Francouz Luca Van Assche v něm odvrátil dva mečboly a porazil krajana Uga Humberta na turnaji v Pau 2023. Naopak v nejkratším dohraném finále, v kalifornském Fairfieldu, porazil během října 2024 Američan Learner Tien Australana Bernarda Tomica za 39 minut.
Nejdelší šňůru 25zápasové neporazitelnosti v jedné sezóně zaznamenal Nizozemec Tallon Griekspoor  v roce 2021, čímž o jedno utkání překonal Argentince Juana Ignacia Chelu ze sezóny 2001. Nejlepší poměr finále 16–2 drží Slovinec Aljaž Bedene. Nejdelší období mezi dvěma tituly dosáhl Chorvat Marin Čilić, když v květnu 2007 zvítězil v Rijece a po 17 letech a 10 měsících přidal během března 2025 další titul v Gironě. Nejvýše postaveným tenistou na žebříčku, jenž zasáhl do turnaje byla světová osmička Rainer Schüttler v Braunschweigu 2003.
Po sobě jdoucí tituly z challengeru a okruhu ATP Tour vybojovali Belgičan David Goffin (2014: Tampere / Kitzbühel), Američan Ryan Harrison (2017: Dallas / Memphis), Španěl Pablo Andújar (2018: Alicante / Marrákeš) a Jo-Wilfried Tsonga (2019: Cassis / Méty).
Challenger i Masters v jedné sezóně dokázali vyhrát pouze Rakušan Thomas Muster (1992: Benátky / Monte-Carlo), Švéd  Mikael Pernfors (1993: Birmingham, Bochum, Fürth, Bermuda / Montréal), Chorvat Borna Ćorić (2022: Parma / Cincinnati) a Dán Holger Rune (2022: Sanremo / Paříž).

### Nejvíce titulů
| Dvouhra | Dvouhra         | Dvouhra |
| Poř.    | tenista         | tituly  |
| ------- | --------------- | ------- |
| 1.      | Lu Jan-sun      | 29      |
| 2.      | Dudi Sela       | 23      |
| 3.      | Paolo Lorenzi   | 21      |
| 4.      | Carlos Berlocq  | 19      |
| 5.      | Go Soeda        | 18      |
| 6.      | Máximo González | 17      |
| 6.      | Blaž Kavčič     | 17      |

| Čtyřhra | Čtyřhra           | Čtyřhra |
| Poř.    | tenista           | tituly  |
| ------- | ----------------- | ------- |
| 1.      | Sančai Ratiwatana | 48      |
| 2.      | Sončat Ratiwatana | 46      |
| 3.      | Rik de Voest      | 37      |
| 4.      | André Sá          | 34      |
| 5.      | Horacio Zeballos  | 34      |

### Nejstarší vítězové
Nejstarším vítězem turnaje se stal Chorvat Ivo Karlović, když na challengeru Calgary National Bank 2018 triumfoval ve věku 39 let, 7 měsíců a 23 dní. Karlović také postoupil jako nejstarší hráč do finále, které odehrál v Houstonu 2019 ve 40 letech a 8 měsících. Druhým 40letým finalistou se na listopadovém Tenerife Challenger 2021 stal Feliciano López.
| Tenista           | věk               | titul                 |
| ----------------- | ----------------- | --------------------- |
| Ivo Karlović      | 39 let a 7 měsíců | Calgary 2018          |
| Fernando Verdasco | 38 let a 3 měsíce | Monterrey 2022        |
| Richard Gasquet   | 38 let a 2 měsíce | Cassis 2024           |
| Dick Norman       | 38 let a 1 měsíc  | Ciudad de México 2009 |
| Stéphane Robert   | 37 let a 8 měsíců | Burnie 2018           |
| Fabio Fognini     | 37 let a 6 měsíců | Montemar 2024         |

### Nejmladší vítězové
Nejmladším šampionem dvouhry se stal Američan Michael Chang v 15 letech a 7 měsících na turnaji v Las Vegas 1987; zároveň tím ustanovil rekord nejmladšího vítěze v rámci debutového startu na challengerech i nejmladšího finalisty vůbec. Jako nejmladší vyhrál zápas v hlavní soutěži Kanaďan Félix Auger-Aliassime v Granby 2015, když mu bylo 14 let a 11 měsíců. V zápase dvouhry tak dokázal zvítězit jako první hráč narozený v roce 2000 či později.  Nejmladším českým vítězem se v 17 letech a 8 měsících stal  Jakub Menšík na Sparta Prague Open 2023.
| Tenista               | věk                | titul          |
| --------------------- | ------------------ | -------------- |
| Michael Chang         | 15 let a 7 měsíců  | Las Vegas 1987 |
| Richard Gasquet       | 16 let             | Montauban 2002 |
| Bernard Tomic         | 16 let a 4 měsíce  | Melbourne 2009 |
| Kent Carlsson         | 16 let a 7 měsíců  | New Ulm 1984   |
| Marcos Ondruska       | 16 let a 7 měsíců  | Durban 1989    |
| Richard Gasquet       | 16 let a 8 měsíců  | Sarajevo 2003  |
| Rafael Nadal          | 16 let a 9 měsíců  | Barletta 2003  |
| Richard Gasquet       | 16 let a 10 měsíců | Neapol 2003    |
| Félix Auger-Aliassime | 16 let a 10 měsíců | Lyon 2017      |

### Nejníže postavení vítězové turnaje (od 2000)
| Poř. | tenista          | ATP            | titul               |
| ---- | ---------------- | -------------- | ------------------- |
| 1.   | Kei Nišikori     | neklasifikován | Palmas del Mar 2023 |
| 2.   | Guido Andreozzi  | 901.           | Temuco 2022         |
| 3.   | Dominic Stricker | 874.           | Lugano 2021         |
| 4.   | Petr Luxa        | 848.           | Istanbul 2002       |
| 5.   | Max Purcell      | 762.           | Kimčchon 2016       |

## Žebříček ATP
| Mužská dvouhra – 16. června 2025 | Mužská dvouhra – 16. června 2025 | Mužská dvouhra – 16. června 2025 | Mužská dvouhra – 16. června 2025 |
| Poř.                             | tenista                          | body                             | posun                            |
| -------------------------------- | -------------------------------- | -------------------------------- | -------------------------------- |
| 1.                               | Jannik Sinner (ITA)              | 10 880                           | ▬                                |
| 2.                               | Carlos Alcaraz (ESP)             | 8 850                            | ▬                                |
| 3.                               | Alexander Zverev (GER)           | 6 500                            | ▬                                |
| 4.                               | Taylor Fritz (USA)               | 4 735                            | ▲ 3                              |
| 5.                               | Novak Djoković (SRB)             | 4 630                            | ▬                                |
| 6.                               | Jack Draper (GBR)                | 4 550                            | ▼ 2                              |
| 7.                               | Lorenzo Musetti (ITA)            | 4 470                            | ▼ 1                              |
| 8.                               | Tommy Paul (USA)                 | 3 470                            | ▬                                |
| 9.                               | Holger Rune (DEN)                | 3 440                            | ▬                                |
| 10.                              | Ben Shelton (USA)                | 3 170                            | ▲ 2                              |
| 11.                              | Daniil Medveděv                  | 3 140                            | ▬                                |
| 12.                              | Alex de Minaur (AUS)             | 3 085                            | ▼ 2                              |
| 13.                              | Frances Tiafoe (USA)             | 2 990                            | ▬                                |
| 14.                              | Andrej Rubljov                   | 2 920                            | ▲ 1                              |
| 15.                              | Arthur Fils (FRA)                | 2 920                            | ▼ 1                              |
| 16.                              | Casper Ruud (NOR)                | 2 905                            | ▬                                |
| 17.                              | Jakub Menšík (CZE)               | 2 322                            | ▬                                |
| 18.                              | Francisco Cerúndolo (ARG)        | 2 285                            | ▬                                |
| 19.                              | Grigor Dimitrov (BUL)            | 2 205                            | ▬                                |
| 20.                              | Ugo Humbert (FRA)                | 2 195                            | ▬                                |

| Mužská čtyřhra – 16. června 2025 | Mužská čtyřhra – 16. června 2025 | Mužská čtyřhra – 16. června 2025 | Mužská čtyřhra – 16. června 2025 |
| Poř.                             | tenista                          | body                             | posun                            |
| -------------------------------- | -------------------------------- | -------------------------------- | -------------------------------- |
| 1.                               | Marcelo Arévalo (ESA)            | 8 370                            | ▬                                |
| 1.                               | Mate Pavić (CRO)                 | 8 370                            | ▬                                |
| 3.                               | Harri Heliövaara (FIN)           | 8 060                            | ▬                                |
| 3.                               | Henry Patten (GBR)               | 8 060                            | ▲ 1                              |
| 5.                               | Kevin Krawietz (GER)             | 6 315                            | ▬                                |
| 6.                               | Tim Pütz (GER)                   | 6 225                            | ▬                                |
| 7.                               | Marcel Granollers (ESP)          | 6 135                            | ▬                                |
| 8.                               | Horacio Zeballos (ARG)           | 6 135                            | ▬                                |
| 9.                               | Neal Skupski (GBR)               | 5 460                            | ▬                                |
| 10.                              | Jordan Thompson (AUS)            | 5 440                            | ▬                                |
| 11.                              | Lloyd Glasspool (GBR)            | 4 730                            | ▬                                |
| 12.                              | Simone Bolelli (ITA)             | 4 640                            | ▬                                |
| 13.                              | Andrea Vavassori (ITA)           | 4 640                            | ▬                                |
| 14.                              | Nikola Mektić (CRO)              | 4 460                            | ▬                                |
| 15.                              | Max Purcell (AUS)                | 4 410                            | ▬                                |
| 16.                              | Julian Cash (GBR)                | 4 295                            | ▬                                |
| 17.                              | Joe Salisbury (GBR)              | 3 930                            | ▬                                |
| 18.                              | Michael Venus (NZL)              | 3 910                            | ▬                                |
| 19.                              | Evan King (USA)                  | 3 805                            | ▬                                |
| 20.                              | Christian Harrison (USA)         | 3 715                            | ▬                                |

## Přehled kategorií a turnajů

### Challenger 175  (220 000$+H / 200 000€+H)
- Arizona Tennis Classic
- BNP Paribas Primrose Bordeaux
- Cap Cana Challenger
- Open Aix Provence Crédit Agricole
- Piemonte Open Intesa Sanpaolo
- Sardegna Open

### Challenger 125  (164 000$+H / 145 000€+H)
- AON Open Challenger
- Bahrain Ministry of Interior Tennis Challenger
- Bengaluru Open
- Brawo Open
- Busan Open
- Canberra Tennis International
- Copa Faulcombridge
- Co'met Orléans Open
- DIALECTIC Zug Open
- Emilia-Romagna Tennis Cup
- GNP Seguros Tennis Open
- Hangzhou Challenger
- HPP Open
- Internazionali di Tennis Città di Perugia
- Invest in Szczecin Open
- LAYJET Open
- Lexus Ilkley Trophy
- Lexus Surbiton Trophy
- LX Copa Sevilla
- Mexico City Open
- Napoli Tennis Cup
- Olbia Challenger
- Open de Oeiras
- Open Quimper Bretagne
- Play In Challenger
- Porto Open
- RD Open
- Rothesay Open Nottingham
- Slovak Open
- Saint-Tropez Open
- San Marino Tennis Open (2001–2014, 2021-)
- Sparkasse Salzburg Open
- Teréga Open Pau Pyrénées
- Taipei OEC Open

### Challenger 100 (133 000$+H / 118 000€+H)
- Aberto da República
- Alicante Ferrero Challenger
- BNC Tennis Open
- Bratislava Open
- Brasil Tennis Challenger
- Cary Tennis Classic
- Campeonato Internacional de Tênis
- Challenger Dove Men+Care Antofagasta
- Challenger Dove Men+Care Temuco
- Chennai Open
- Citta di Trieste Challenger
- Concord Iasi Open
- Copa Internacional de Tênis
- Danube Upper Austria Open powered by SKE
- Enea Poznan Open
- FlowBank Challenger Biel/Bienne
- Heilbronner Neckarcup
- Internazionali di Tennis Verona
- Koblenz Open powered by Outlet Montabaur
- Les Championnats Banque Nationale de Granby
- Girona Challenger
- Maia Open
- NÖ OPEN powered by EVN
- Open Auvergne-Rhône-Alpes de Roanne
- Open Blot Rennes
- Open Brest-Credit Agricole
- Open Castilla y León
- Open de Vendée
- Open Sopra Steria de Lyon
- P2 Advisory Canberra International
- Platzmann-Sauerland Open
- Puerto Magico Open Puerto Vallarta
- Pune Metropolitan Region Challenger
- Road to the Rolex Shanghai Masters
- San Benedetto Tennis Cup
- Shenzhen Longhua Open
- Sisley Seoul Open
- Tenerife Challenger
- UniCredit Czech Open
- Uruguay Open
- Vitas Gerulaitis Cup
- Yokkaichi Challenger

ATP Challenger Tour obsahuje další turnaje v kategoriích Challenger 75 a Challenger 50.